# Historie van Troyen

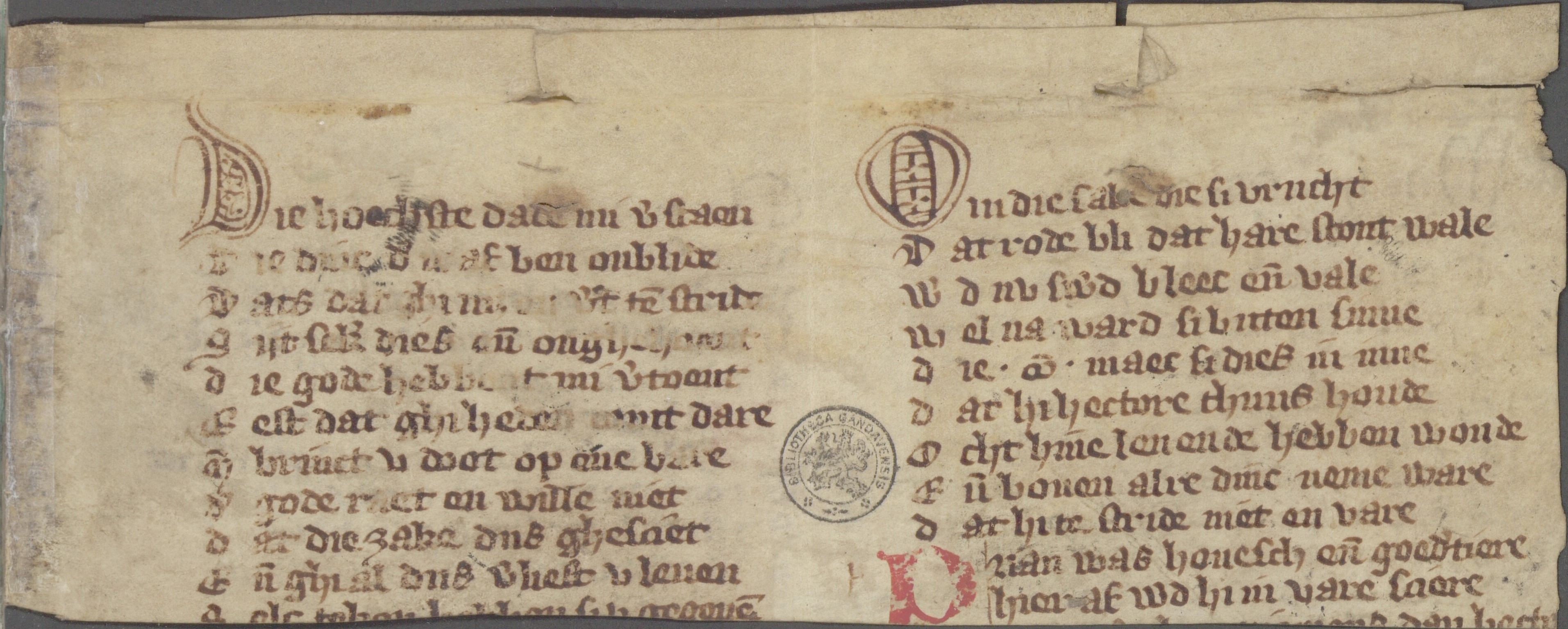
Fragment uit handschrift 691 met regels uit de Historie van Troyen.

De Historie van Troyen is een Middelnederlands gedicht dat geschreven werd door Jacob van Maerlant in de tweede helft van de dertiende eeuw (omstreeks 1263).

## Handschriftelijke overlevering
Compleet is de Historie van Troyen in de vertaling / bewerking van Jacob van Maerlant enkel bewaard gebleven in een laat-vijftiende-eeuws, papieren handschrift, geschreven in oostelijk Middelnederlands, dat tot laat in de vorige eeuw bewaard werd in het Schloss Wissen, voordat het aangekocht werd door de KBR Brussel, waar het de signatuur IV 927 kreeg. Daarnaast zijn er tal van fragmenten in westelijk Middelnederlands bewaard gebleven, die dichter bij het verloren gegane origineel aansluiten dat Jacob te Merlant schreef. Drie fragmenten zijn verzameld in handschrift 691 en worden bewaard in de Universiteitsbibliotheek Gent. Ze werden vervaardigd in de tweede helft van de veertiende eeuw, in de Zuidelijke Nederlanden. In deze fragmenten zijn ook verzen toegevoegd die niet gebruikt worden in het oudste handschrift. De fragmenten zouden behoord hebben tot een volledig manuscript dat gebruik maakte van kolommen van vijftig regels.

## Inhoud
Maerlant noemt zijn gedicht de Historie van Troyen. Hij vertelt het verhaal van de Trojaanse oorlog die eindigde met de val van Troje. Ook de  Argonautentocht en de eerste verwoesting van de stad onder Laomedon komen aan de orde. Het gedicht eindigt met de vestiging van het Romeinse Rijk, dat als de voortzetting van het Trojaanse werd beschouwd. Het verhaalt dus ook de zwerftochten van Aeneas en de zijnen, en bovendien de lotgevallen der Griekse helden, die Troje hadden verwoest en die dus enigermate met de Trojaanse geschiedenis in verband staan.
Jacob van Maerlant, nam in zijn Historie van Troyen drie episoden uit de Trojeroman van Segher Diengotgaf op. Namelijk 't Prieel van Troyen, 't Paerlement van Troyen en de sevende strijt (tussen Hector en Achilles), alle drie zich afspelend in het begin van de Trojaanse Oorlog, toen de Trojanen nog aan de winnende hand waren. Daarmee gaf Jacob, die een bovengemiddelde minachting koesterde voor 'Franse romans', deze volkstalige dichter / vertaler een gelijkwaardige plaats tussen Latijnse autoriteiten als Statius en Vergilius, wier werk hij ook integreerde in zijn Historie van Troyen, die in de kern een vertaling / bewerking was van de Roman de Troie (1160-1170) van Benoît de Sainte-Maure. Segher Diengotgaf onderhield zeer waarschijnlijk goede contacten met het toen nog Nederlandstalige Brabantse hertogelijke hof, waar de belangstelling voor de Trojaanse geschiedenis sterk leefde, omdat men in de veronderstelling verkeerde / wilde verkeren dat de Brabanders afstamden van Trojanen, die na de Val van Troje naar Frankrijk gevlucht waren en die zich vervolgens gevestigd hadden in (onder andere) Brabant.